# Гостовский (посёлок)
Гостовский — посёлок в Шабалинском районе Кировской области России. Административный центр Гостовского сельского поселения.

## География
Посёлок находится в западной части Кировской области, в пределах Волжско-Ветлужской равнины, в подзоне южной тайги, на правом берегу реки Кука, при железнодорожной линии Буй — Свеча, на расстоянии приблизительно 23 км (по прямой) к западу от Ленинского, административного центра района. Абсолютная высота — 136 м над уровнем моря.
Климат
Климат характеризуется как континентальный, с продолжительной холодной снежной зимой и умеренно тёплым коротким летом. Среднегодовая температура — 1,6 °C. Средняя температура воздуха самого холодного месяца (января) составляет −13,8 °C; самого тёплого месяца (июля) — 17,5 °C . Безморозный период длится 89 дней. Годовое количество атмосферных осадков — 721 мм, из которых 454 мм выпадает в тёплый период.

## Население
| 2010 |
| ---- |
| 628  |

Половой состав
По данным Всероссийской переписи населения 2010 года, в гендерной структуре населения мужчины составляли 46,2 %, женщины — соответственно 53,8 %.
Национальный состав
Согласно результатам переписи 2002 года, в национальной структуре населения русские составляли 98 % из 821 чел.